# Benz Circle
Benz Circle  est un quartier de la ville de Vijayawada dans l'État d'Andhra Pradesh en Inde. 